# Lethrus rotundicollis
Lethrus rotundicollis es una especie de coleóptero de la familia Geotrupidae.

## Distribución geográfica
Habita en el sureste de Europa y el oeste de  Asia.